# Elezioni parlamentari in Siria del 2020
Le elezioni parlamentari in Siria del 2020 per il rinnovo del Consiglio del popolo si sono tenute il 19 luglio. Le elezioni dovevano tenersi in principio il 13 aprile, ma a causa della pandemia di COVID-19 sono state rimandate prima al 20 maggio e poi alla data attuale.

## Legge elettorale
Il Consiglio del Popolo è composto da 250 membri tutti direttamente eletti a maggioranza semplice. Il Fronte Nazionale Progressista, per legge, è titolato a ottenere almeno 131 seggi nel parlamento siriano. Il 51% del candidati devono essere lavoratori o agricoltori.
I requisiti per prendere parte all'elezione come elettorato essere cittadino siriano con almeno almeno 18 anni di vita; per candidarsi bisogna avere almeno 25 anni di età con la possibilità di leggere e scrivere.